# Luigi Ottavio Serra
Luigi Ottavio Serra (Genova, 31 marzo 1774 – Genova, 25 ottobre 1849) è stato un ammiraglio italiano, Già Ammiraglio della Repubblica di Genova, Repubblica Ligure con Napoleone e Democratica Ligure fino al Congresso di Vienna, distintosi come ufficiale di marina durante il corso delle guerre napoleoniche, dopo la restaurazione, appunto, del 1814 entrò in servizio nella Marina del Regno di Sardegna su decisione dell'ammiraglio Giorgio Des Geneys. Partecipò alla spedizione contro il bey di Tripoli culminata con la battaglia del 26-27 agosto 1825, e poi a numerose missioni di carattere sia addestrativo che operativo. Alla morte di Des Geneys, avvenuta l'8 gennaio 1839, assunse ad interim la carica di comandante della marina che mantenne per cinque mesi, cosa che successe ancora il 12 aprile 1848 quando il principe Eugenio di Savoia-Carignano, dovendo lasciare il comando generale della Marina per assumere la luogotenenza generale del regno, lo nominò suo sostituto provvisorio. Ricoprì anche gli incarichi di Ispettore di Marina, Presidente del Consiglio superiore dell'Ammiragliato, Direttore della Scuola nautica della Reale Marina, e Presidente dell'Ammiragliato mercantile. Insignito da re Carlo Alberto di Savoia della Croce di Commendatore dell'Ordine dei Santi Maurizio e Lazzaro.

## Biografia
Nacque a Genova il 31 marzo 1774, figlio di Domenico e di Maria Arduino. Giovanissimo, nel 1788 venne imbarcato come novizio su piccole navi della Marina mercantile genovese che facevano rotta verso il Levante e il Nord Africa, sulle quali acquisì in successione i gradi di pilota e poi di capitano.
Nel 1800, nel corso dell'assedio di Genova da parte delle truppe austriache e inglesi, ritornò in patria ed entrò in servizio presso il corsaro Giuseppe Bavastro, che per conto dei francesi combatteva contro le navi britanniche nel Mar Ligure. Alla capitolazione di Genova, firmata dal generale Andrea Massena, seguì Bavastro sulla nave che portò in Francia un gran numero di ufficiali dell'esercito francese e di esuli italiani.
Nel maggio del 1801 fu arruolato nella Marina da guerra della Repubblica Ligure, e con il grado di tenente di vascello si imbarcò sullo sciabecco Nostra Signora del Belvedere, al comando di Nicolò Bavastro, cugino di Giuseppe. A bordo di tale nave per tre anni condusse una intensa attività di guerra di corsa e di controcorsa. Nel marzo del 1804 andò a Istanbul, dove si imbarcò come pilota sul brigantino russo Caterina II, e a bordo del quale raggiunse Marsiglia sfuggendo alle navi inglesi. Da lì, sulla nave genovese N. S. del Rosario, rientrò in patria dove il governo ligure gli affidò il comando di una feluca dello stuolo pubblico, la Numero Tre, con cui il 28 novembre 1804 sostenne un vittorioso combattimento contro una nave corsara inglese, liberando nel contempo una nave genovese che era stata catturata da quest'ultimo.
Nel giugno 1805, quando la Liguria fu annessa alla Francia, egli entrò nella Marine impériale e il 4 agosto si imbarcò a bordo sulla fregata Incorruptible, in forza alla squadra navale che in quel mese prese parte a una spedizione contro Algeri. Il 2 aprile 1806 fu destinato, in qualità di vicecomandante, a prestare servizio sul brick La Ligurie che, al termine della conquista del Regno di Napoli da parte dei francesi, doveva contrastare le navi inglesi operanti in quei mari. Il 17 aprile, a Capo d'Anzio, il La Ligurie si scontrò con la fregata britannica Sirius ed egli rimase fu gravemente ferito durante il combattimento, nel quale si era ben distinto tanto che il Ministro della Marina Denis Decrès volle conoscere son âge, le grade qu’il occupait et les services qu’il a rendu dans la marine ligurienne.
Ripresosi dalle ferite, il 12 settembre 1806 fu trasferito alla Marina del Regno di Napoli assegnato in servizio su una cannoniera di stanza a Gaeta adibita al servizio di scorta ai mercantili. Nel gennaio del 1807 ritornò a Genova e il 22 febbraio riprese servizio sul La Ligurie, assumendone il comando l'anno successivo. Il 16 aprile 1813, in seguito alla messa in disarmo di quella unità, fu trasferito a Livorno per entrare in servizio come secondo di bordo sul brick Zéphir; nel 1814 andò a Tolone e infine, dopo la caduta dell'Impero francese, in seguito alla restaurazione della monarchia fu licenziato dal nuovo governo francese e ritornò a Genova, dove fu posto in pensione dal governo repubblicano.
Quando la Liguria venne annessa al Regno di Sardegna, l'ammiraglio piemontese Giorgio Des Geneys ricevette l'incarico di riorganizzarne la Regia Marina Sarda, e fra i suoi primi provvedimenti presi vi fu la scelta dei migliori elementi che avevano combattuto sotto le insegne francesi, tra i quali vi era lui,. Entrò in servizio con il grado di tenente di vascello, e il 1º settembre prese parte all'occupazione dell'isola di Capraia al comando della mezza galera Liguria, e poi operò in Sardegna eseguendo crociere di sorveglianza contro l'attività dei pirati barbareschi.
Dal gennaio 1817 seguì a Genova l'allestimento della fregata Maria Teresa, che fu ultimata nel corso del 1818, anno in cui venne completato anche il brick Nereide del quale il 9 maggio 1819 ne divenne comandante. Nel 1820 andò a comandare la corvetta Tritone, a bordo della quale eseguì delicate missioni e si trovò a fronteggiare due forti tempeste, mantenendo una tale condotta da meritare grandi elogi da parte di Des Geneys. Sempre nel corso del 1820, portatosi a Napoli per imbarcare l'ambasciatore sardo durante i moti in corso in quel Regno, sventò un tentativo di impadronirsi della sua nave da parte dei rivoltosi, venendo per questo decorato da re Vittorio Emanuele I con una medaglia d'oro di benemerenza. Anche nel corso dei moti del 1820-1821 che scossero il Regno di Sardegna mantenne una condotta leale verso la monarchia,  per cui fu poi insignito della Croce di Cavaliere dell'Ordine dei Santi Maurizio e Lazzaro. Sempre nel corso del 1821 si distinse per il salvataggio del brick Zeffiro, che si trovava nel porto di Genova quando quest'ultimo fu colpito da una furiosa burrasca, tanto che sua azione di comando fu pubblicamente elogiata da Des Geneys.
Nel marzo del 1822 tornò al comando del Tritone, con cui partecipò alla crociera della squadra sarda nel Maghreb che mirava a far conoscere alle reggenze barbaresche la forza della Regia Marina e, nel contempo, a celebrare il nuovo trattato commerciale tra il Regno sabaudo e il Marocco. A una analoga spedizione, estesa però sino a Istanbul, partecipò tra il marzo e il dicembre 1823 al comando della fregata Maria Cristina, con la quale l'anno successivo compì un'altra crociera che aveva anzitutto lo scopo di istruire i giovani guardiamarina. Nel contempo gli fu più volte affidato l'incarico di trasportare via mare alcuni membri della Casa reale o ambasciatori presso potenze estere. Nel 1825, in seguito alla rottura dei rapporti con il bey di Tripoli, partecipò con la Maria Cristina alla spedizione contro quella reggenza capitanata da Francesco Sivori e si distinse in particolare nel combattimento del 26-27 agosto. Il 1º febbraio 1826 fu promosso da capitano di fregata a capitano di vascello, e il 6 giugno dello stesso anno divenne comandante di una squadra navale composta dalla Maria Cristina, dal Tritone e dalla Nereide, con l'incarico di scortare le navi mercantili sarde tra la Crimea e Istanbul, in quanto si temeva che fossero assalite dai corsari greci, compito ritenuto particolarmente delicato perché all'epoca infuriava la guerra greco-turca. La squadra rientrò a Genova nell'autunno successivo, salpando nuovamente il 12 marzo 1827 per una nuova campagna in Levante, e poi ancora il 23 maggio 1828, e in questa occasione alzava la sua insegna sulla fregata Beroldo. Nella campagna del 1827 eseguì anche una delicata missione a favore della Sublime porta, perché gli interessi del governo sardo richiedevano questo atto contrario alla neutralità che pure esso ufficialmente professava. Il 26 marzo 1829 assunse il comando della nuova fregata Haute-Combe con cui trasportò in Sardegna il principe di Carignano, poi nel maggio del 1830 partecipò, al comando della Maria Teresa, a una spedizione diretta a Tunisi al fine di risolvere il contrasto sorto tra il locale bey e il console sardo.  L'anno seguente fu incaricato di presidiare il porto di Genova, per contrastare il sorgere di eventuali moti rivoluzionari, e nel 1832 eseguì una nuova crociera, della durata di oltre sette mesi, al fine di proteggere la navigazione nazionale nei mari del Nord Africa e del Levante, mantenere i contatti con i consoli sardi in servizio in quei porti e addestrare i giovani ufficiali.
Rimase in servizio a terra tra il gennaio 1833 e l'aprile 1834, quando riprese il mare sulla Beroldo per una missione diplomatica presso il governo della Grecia, di cui sollecitava la richiesta di protezione dei negozianti e dei naviganti sardi che lavoravano in quel Paese. Nel 1835 fu nominato presidente onorario della Société générale des naufrages e l'anno seguente fu proposto per la nomina a decurione della città di Genova, che lui rifiutò ritenendola incompatibile con i suoi compiti militari. Riprese il mare l'11 novembre 1836, al comando di una forte squadra navale che doveva vigilare in un momento di pericolose tensioni tra il Marocco e il Portogallo che potevano sfociare in una guerra tra il Regno di Sardegna e il Regno del Portogallo. Tramontata tale evenienza, la crociera fu una occasione per addestrare gli ufficiali e gli equipaggi eseguendo una finta battaglia navale combattuta il 21 novembre al largo di Genova. Con regie patenti del 23 marzo 1838 re Carlo Alberto di Savoia lo insignì del titolo di conte, trasmissibile ai suoi eredi, e fu contemporaneamente promosso al grado di contrammiraglio entrando nello Stato maggiore generale della Marina, alle dirette dipendenze del Des Geneys. Quest'ultimo morì l'8 gennaio 1839, ed egli assunse ad interim la sua carica di comandante della marina che mantenne per cinque mesi, al termine dei quali il re gli accordò la Croce di Commendatore dell'Ordine dei Santi Maurizio e Lazzaro e lo nominò Ispettore di Marina e vicepresidente del Consiglio superiore dell'Ammiragliato, di cui poi assunse la presidenza. Il 12 dicembre 1840 fu nominato Direttore della Scuola nautica della Regia Marina, mentre il 14 luglio 1843 divenne Presidente dell'Ammiragliato mercantile, che era stato istituito solo due mesi prima. Il 12 aprile 1848 il principe Eugenio di Savoia-Carignano, dovendo lasciare il comando generale della Marina per assumere la luogotenenza generale del re, lo nominò suo sostituto provvisorio, e poi lo elevò al rango di viceammiraglio il 20 marzo 1849. 
A causa della sconfitta di Novara e della sanguinosa insurrezione di Genova chiese, ed ottenne, di essere collocato a riposo, cosa che avvenne il 30 maggio 1849.
Si spense nella sua città natale il 25 ottobre successivo.

### Annotazioni
1. ↑  La famiglia paterna era originaria di Bonassola, nei pressi di Levanto, oggi, dal 1923, in Provincia di La Spezia, e vantava lunghe tradizioni marinare.
2. ↑  Scriveva di lui Des Geneys il 2 marzo 1815: C’est un bon marin, j’ai lieu d’être satisfait de son zèle et du dévoument qu’il témoigne au service de S. M..
3. ↑  Tale missione richiedeva anche la raccolta di informazioni economiche e militari sia sulla stessa Grecia, sia sul Maghreb.

### Fonti
1. 1 2 3 4 5 6 7  Ilari, Shamà 2008, p. 470.
2. ↑  Prasca 1892, p. 115.
3. 1 2 3 4 5 6 7 8 9 10 11 12 13 14 15 16 17 18 19 20 21  http://www.treccani.it/enciclopedia/luigi-ottavio-serra_(Dizionario-Biografico)
4. 1 2 3 4 5  Prasca 1892, p. 104.
5. ↑  Grosso 1933, p. 588.
6. ↑  Michelini 1863, p. 41.
7. ↑  Grosso 1933, p. 746.
8. ↑  Michelini 1863, p. 43.
9. ↑  Michelini 1863, p. 53.
10. ↑  Carpani 2016, p. 73.
11. ↑  Michelini 1863, p. 65.
12. ↑  Michelini 1863, p. 72.
13. ↑  Michelini 1863, p. 73.
14. ↑  Randaccio 1864, p. 34.
15. 1 2  Prasca 1892, p. 106.
16. ↑  Prasca 1892, p. 114.